# Пиперада
Пиперада (фр. piperade, исп. piperrada, от piper — «перец») — типичное баскское блюдо, приготовленное из лука, чеснока, зелёного перца и помидоров, обжаренных на оливковом масле и приправленных местным красным перцем Эспелет. Его можно заменить паприкой. Отличие пиперады от других подобных блюд (например, шакшука) состоит в большом количестве сладкого перца, которого столько же, сколько и помидоров. Обычно готовится с яйцами, которые вводятся в горячую овощную смесь. Иногда пиперада готовится без яиц, как соус к мясу.
Пипераду можно подавать как основное блюдо или как гарнир. Типичные дополнения включают мясо, например, ветчина (хамон) или рыбу. Также готовую пипераду намазывают на подсушенный хлеб.
Цвета блюда отражают цвета баскского флага: красный, зелёный и белый.